# Iran Air Flight 277
Iran Air Flight 277 var ett inrikesflyg som den 9 januari 2011 havererade efter en avbruten landning i dåligt väder till Urmias flygplats i provinsen Västazarbaijan, Iran. Flygplanet som utförde flygningen mellan Mehrabads flygplats, Teheran, Iran och Urmia, var en Iran Air Boeing 727-286Adv med registrering EP-IRP.

## Flygplan
Flygplanet inblandat i olyckan var en Boeing 727-286Adv med registrering EP-IRP som byggdes 1974. Det fanns också olika förstarapporter om vilken typ av flygplan som störtade, antingen en Fokker 100 eller Boeing 727 påstods ha havererat, trots att flygplanet senare bekräftades vara en 727.

## Olyckan
Flygningen gick mellan Teheran och Urmia och det havererade på sin slutgiltiga inflygning nära Urmia flygplats vid en sjö. Olyckan inträffade cirka klockan 19:45 lokal tid (16:15 UTC), och orsakades enligt uppgift på grund av dåligt väder. Flyget hade missat sitt första landningsförsök och havererade på sitt andra försök. Väderförhållandena vid tiden för olyckan var snö och dålig sikt. Vid kraschlandningen bröts flygplanet i flera delar men ingen brand eller explosion skedde.
Antalet personer ombord var oklart; enligt RIA Novosti var 95 passagerare ombord flygplanet, medan Reuters rapporterade 156 passagerare och Associated Press 105 passagerare. I senare uppgifter framkom det antingen 105 eller 106 personer ombord med mellan 10 och 12 i besättningen och antingen 95 eller 94 passagerare. Den iranska civila luftfartsorganisationen uppgav dagen efter haveriet att sammanlagt 93 passagerare och 12 besättningsmän fanns ombord enligt passagerarlisten.
Iran beordrade en utredning av haveriet. Dagen efter olyckan hade man hittat både flygets svarta låda och färdregistrator.

## Omkomna
Minst 77 personer omkom och 27 skadades. Räddningsinsatsen försvårades av kraftigt snöfall i området. En lokal tjänsteman uppgav att "problemen i räddningsarbetet just är det kraftiga snöovädret," som han sa var cirka 70 cm djup vid platsen för haveriet. I efterdyningarna av haveriet utnyttjades 36 ambulanser och 11 sjukhus i räddningsverksamheten.

## Passagerare

### Passagerarnas nationalitetet
| Nationalitet | Omkomna     | Omkomna    | Total |
| Nationalitet | Passagerare | Besättning | Total |
| ------------ | ----------- | ---------- | ----- |
| Irak         | 4           | 0          | 4     |
| Iran         | 63          | 10         | 73    |

## Utredning
Utredningen kom fram till att olyckan berodde främst på pilotfel, med flera bidragande orsaker som isning, föråldrat flygplan och dåligt väder.

## Fotnoter
1. ↑  METAR-observationen vid Urmias flygplats vid tidpunkten för haveriet var OITR 091600Z 26004KT 0800 SN SCT015 SCT020 OVC060 00/00 Q1016=. Denna METAR, som utfärdades den 9 januari klockan 16:00 UTC, beskriver vind 260° vid 4 knop (7,4 km/h), 800 meters sikt i snöoväder, spridda moln på 460 meters höjd, spridda moln på 610 meters höjd, mulet vid 1 800 meters höjd, 0 °C, daggpunkt 0 °C, QNH 1016 hPa.[8]